# فيتوريو ماتيو
فيتوريو ماتيو (12 ديسمبر 1923 في فاراتسي - 30 سبتمبر 2020 في شيفاسو)، هو فيلسوف وأكاديمي وسياسي إيطالي.